# 布洛克斯·科普卡
布洛克斯·科普卡（英語：Brooks Koepka；1990年5月3日—）是美國的一位職業高爾夫球手。2018年10月，他在獲得CJ盃冠軍之後登上男子高爾夫世界排名第一位。他在2017年和2018年蟬聯美國高爾夫公開賽冠軍，在2018年和2019年蟬聯PGA錦標賽冠軍，成為第一位連續衛冕兩項高爾夫大滿貫冠軍的球手。他的職業生涯開始於歐洲挑戰巡迴賽和歐洲巡迴賽，並曾是佛羅里達州立大學高爾夫球隊的成員。
科普卡的第一個大滿貫冠軍在2017年美國高爾夫公開賽獲得。這屆美國公開賽在威斯康星州愛林丘舉辦。他在翌年於長島辛尼科克山高爾夫俱樂部舉辦的2018年美國高爾夫公開賽成功衛冕，成為自柯蒂斯·斯特蘭奇（在1988年年和1989年年連續奪冠）之後第一位衛冕美國公開賽冠軍的球手。他的第三個大滿貫冠軍是2018年PGA巡迴賽。這屆賽事在密蘇里州貝勒里夫鄉村俱樂部舉辦。科普卡創出前72洞264桿的歷史並列最佳成績。他在2018年獲得美國公開賽和PGA錦標賽雙料冠軍，亦是2000年泰格·伍茲達成這一紀錄後的第一人。2019年，他在貝斯佩奇布萊克高爾夫球場舉辦的2019年PGA巡迴賽獲得自己的第四個大滿貫冠軍。2023年，科普卡在2023年PGA錦標賽贏得他的第五個大滿貫冠軍，成為第一個贏得大滿貫的LIV高爾夫球手。

### 職業時期

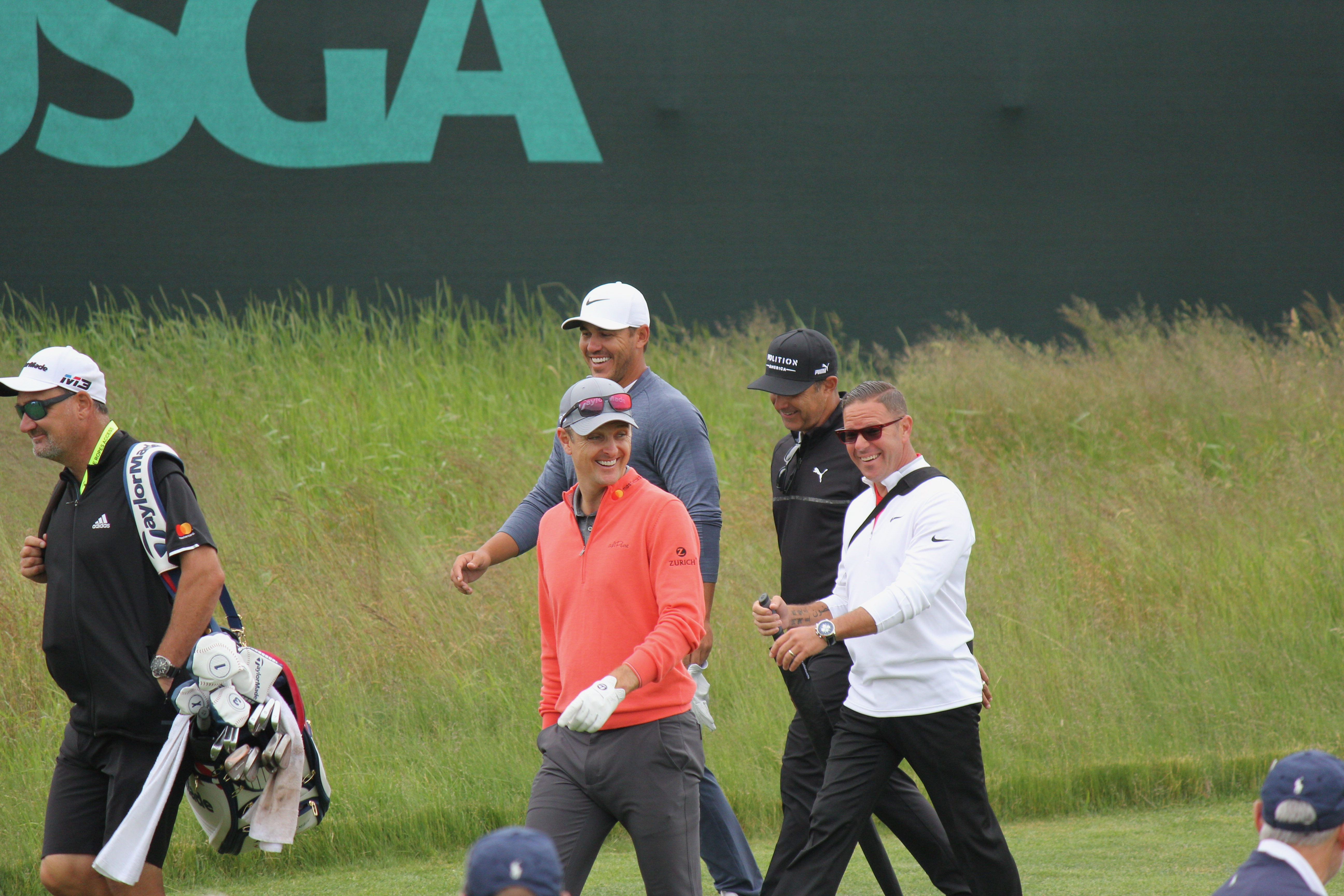
科普卡和賈斯汀·羅斯在2018年美國公開賽

## 職業生涯

### 業餘時期
科普卡就讀於位於塔拉赫西的佛羅里達州立大學，他是學校男子高爾夫球隊的成員，並在學生時期獲得過三次賽事冠軍和三次全美冠軍。他在2012年以業餘球手身份參加美國公開賽，但未能晉級.

### 2012
科普卡在2012年夏季成為職業球手，並在歐洲挑戰巡迴賽開始職業生涯。他的第一個冠軍是2012年9月的加泰隆尼亞挑戰賽。

### 2013
科普卡的第二個職業賽事冠軍是2013年蒙泰基亞公開賽。在2013年西班牙調整賽上，他創出260桿（-24）的該項賽事心紀錄，並以10桿之差奪得自己的第三個職業冠軍。
三週之後，他在蘇格蘭挑戰賽獲得自己這一年第三個冠軍。他也因此獲得了2013剩餘賽季及2014全賽季的歐洲巡迴賽參賽權。同樣因在2013年獲得三項賽事冠軍，科普卡獲得2013年英國高爾夫公開賽參賽權。科普卡參加的第一個歐洲巡迴賽賽事是蘇格蘭高爾夫球公開賽，獲得並列第12位的成績。

### 2014
科普卡參加了數場贊助商可令他直接獲得參賽權的2014年PGA巡迴賽賽事。他在這一年參加的第一場比賽是Frys.com公開賽，並在第二輪和第三輪結束時取得領先，最終獲得並列第三名。在2014年美國高爾夫公開賽上，他獲得第四名，並因此獲得了人生第一張PGA巡迴賽參賽卡和美國名人賽參賽權。他在2014年PGA錦標賽上獲得第15位，並獲得PGA巡迴賽年度新人提名。
在2014年歐洲巡迴賽上，科普卡獲得了土耳其航空公開賽冠軍，並在杜拜沙漠精英賽和歐米茄歐洲名人賽獲得第三名，在登喜路林克斯錦標賽獲得第九名。他在2014年杜拜獎金榜上獲得第8，並獲得亨利·科頓爵士年度新人榮譽。

### 2015
2015年2月1日，科普卡在鳳凰城公開賽贏得了他的第一個PGA巡迴賽冠軍，世界排名因此上升至第19位。
在於聖安德魯老球場舉辦的2015年英國高爾夫公開賽上，科普卡每日的成績都有提升，並在最後一輪打出68桿的成績，獲得並列第十位。翌週，科普卡在於格倫阿比高爾夫球場舉辦的加拿大公開賽的前54洞獲得並列第四，但在最後一輪成績僅有74桿，最終成績第18位。他在2015年普利司通邀請賽獲得並列第六位，並在2015年PGA錦標賽獲得並列第五位。2015年，他放棄歐洲巡迴賽參賽權。

### 2017
2017年，科普卡在美國公開賽上獲得他的第一個大滿貫賽事冠軍。他最終成績是低於標準桿16桿，追平了羅伊·麥克羅伊在2011年的紀錄。

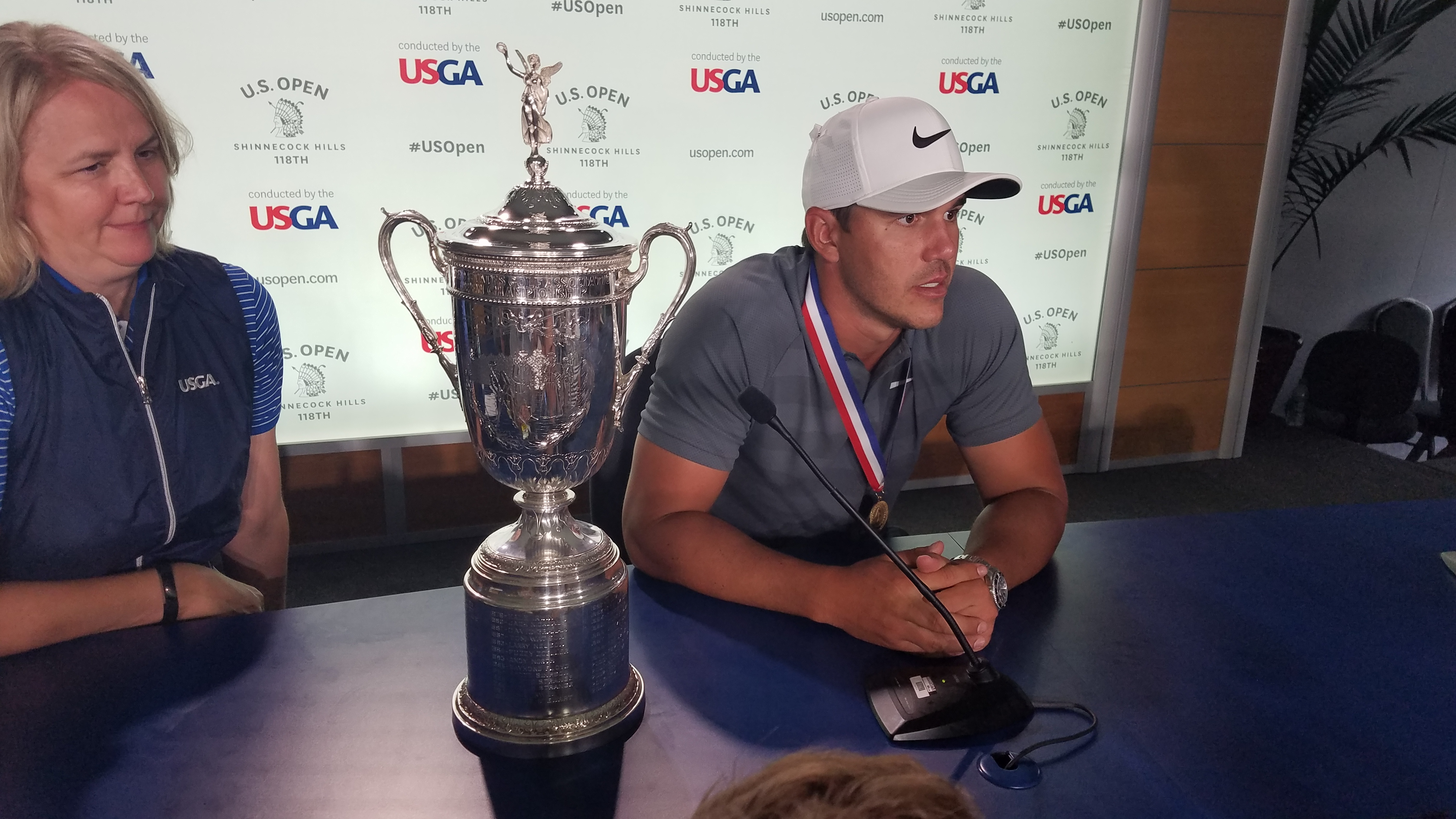
科普卡在2018年美國公開賽的賽后記者會

### 2018
科普卡在2017賽季結束後接受了手腕手術，並表示希望能在2018年美國名人賽康復以趕上比賽。但由於他表示僅有八成狀態，因此決定棄權。但他成功恢復狀態，並衛冕美國公開賽冠軍，成為1989年柯蒂斯·斯特蘭奇之後首位衛冕美國公開賽冠軍的球手，也是迄今僅有的七次衛冕成功紀錄之一。他在2018年PGA錦標賽上獲得了自己的第三個大滿貫冠軍。科普卡因此成為第五位，以及2000年泰格·伍茲之後第一位在同一年內獲得美國公開賽和PGA錦標賽冠軍的球手。
在2018年萊德盃上，科普卡的一個誤擊擊中了一位女性觀眾，導致她右眼失明。同樣在萊德盃上，有傳言稱科普卡和隊友達斯汀·約翰遜因一些個人問題產生爭吵，但科普卡否認這一傳言，稱「我不理解這些謠言，我們之間沒有爭吵，他是我最好的朋友之一。我們通過電話交談想法。人們喜歡製造故事並傳播故事。這是一個不實消息，並且已消失」。
2018年10月21日，科普卡贏得CJ盃冠軍。這一勝利使他獲得男子高爾夫男子高爾夫世界排名第一。

### 2019
2019年5月19日，科普卡贏得2019年PGA錦標賽冠軍，成為2007年泰格·伍茲之後第一位成功衛冕者。他的世界排名也因此重回第一。 	
在整個2019賽季，科普卡在他參與的24項主要賽事中晉級22次，晉級率達92%。
2019年7月28日，科普卡在普利司通邀請賽奪冠，並因此獲得1,745,000美元獎金和温德姆Top 10挑戰獎金計劃的2,000,000美元追加獎金。2019年8月4日，科普卡獲得怡安風險獎金挑戰的1,000,000美元獎金。科普卡在這一年連續兩年獲得PGA年度最佳球員。
科普卡取得2019年總統盃參賽資格，但因膝蓋受傷而退賽，並在2019年11月20日由里奇·福勒替補參賽。
2013年開始，他的球童是里奇·埃利奧特（Ricky Elliott）。

### 2020
在這個賽季的大部分時間內，科普卡都受到臀部和膝蓋疼痛的困擾，並棄權了聯邦快遞盃季后賽之後的賽事。

### 2021
2021年2月，科普卡獲得了鳳凰城公開賽冠軍。他在最後一天逆轉了5桿劣勢，取得了低於標準桿6桿的65桿成績。這也是他第二次獲得該賽事冠軍。

## 個人生活
科普卡的弟弟蔡斯·科普卡也是一位職業高爾夫球手。在2019年紐奧良蘇黎世經典賽上，兩人曾搭檔參賽。科普卡的舅公迪克·格羅特是美國職業棒球大聯盟球員。

## 外部連結
- 布洛克斯·科普卡在PGA巡迴賽的官方網站
- 布洛克斯·科普卡在歐洲巡迴賽官方網站
- 布洛克斯·科普卡在日本高爾夫巡迴賽官方網站
- 布洛克斯·科普卡在男子高爾夫世界排名的官方網站